# 54e breedtegraad noord
De 54e breedtegraad noord is een denkbeeldige cirkel op de Aarde op 54 graden ten noorden van de evenaar. De breedtegraad bevindt zich op 36 graden ten zuiden van de geografische Noordpool.
Opvallend aan deze breedtegraad is dat bij Litouwen & Wit-Rusland en bij Rusland & Kazachstan de breedtegraad deze landen meerdere keren passeert.

## Landen en zeeën
Overzicht van landen en zeeën op de 54e breedtegraad noord. Bovenaan staat het gebied op nulmeridiaan.
| Land of zee             | Opmerking                                                   |
| ----------------------- | ----------------------------------------------------------- |
| Noordzee                | Begint ongeveer 15 kilometer ten zuidoosten van Bridlington |
| Duitsland               |                                                             |
| Lübeckerbocht           | Over een afstand van 15 kilometer                           |
| Duitsland               |                                                             |
| Wismarbocht             | Over een afstand van 12 kilometer                           |
| Duitsland               |                                                             |
| Pommerse Bocht          | Over een afstand van 36 kilometer                           |
| Polen                   |                                                             |
| Litouwen                |                                                             |
| Wit-Rusland             | Over een afstand van 6 kilometer                            |
| Litouwen                | Over een afstand van 4 kilometer                            |
| Wit-Rusland             | Over een afstand van 60 meter                               |
| Litouwen                | Over een afstand van 2 kilometer                            |
| Wit-Rusland             | Over een afstand van 60 meter                               |
| Litouwen                | Over een afstand van 1 kilometer                            |
| Wit-Rusland             |                                                             |
| Rusland                 |                                                             |
| Kazachstan              | Over een afstand van 20 kilometer                           |
| Rusland                 | Over een afstand van 4 kilometer                            |
| Kazachstan              | Over een afstand van 7 kilometer                            |
| Rusland                 | Over een afstand van 3 kilometer                            |
| Kazachstan              | Over een afstand van 6 kilometer                            |
| Rusland                 | Over een afstand van 9 kilometer                            |
| Kazachstan              | Over een afstand van 25 kilometer                           |
| Rusland                 | Over een afstand van 13 kilometer                           |
| Kazachstan              |                                                             |
| Rusland                 | Over een afstand van 20 kilometer                           |
| Kazachstan              | Over een afstand van 23 kilometer                           |
| Rusland                 | Over een afstand van 30 kilometer                           |
| Kazachstan              | Over een afstand van 15 kilometer                           |
| Rusland                 | Over een afstand van 111 kilometer                          |
| Kazachstan              | Over een afstand van 72 kilometer                           |
| Rusland                 | Passage van het Baikalmeer                                  |
| Zee van Ochotsk         |                                                             |
| Rusland                 | Het eiland Sachalin                                         |
| Zee van Ochotsk         |                                                             |
| Rusland                 | Kamtsjatka                                                  |
| Grote Oceaan            |                                                             |
| Beringzee               |                                                             |
| Verenigde Staten Alaska | Unalaska island                                             |
| Golf van Alaska         |                                                             |
| Canada Brits-Columbia   | Graham island                                               |
| Hecate Strait           |                                                             |
| Canada                  | Brits-Columbia, Alberta, Saskatchewan, Manitoba & Ontario   |
| Jamesbaai               |                                                             |
| Canada                  | Quebec & Newfoundland en Labrador                           |
| Atlantische Oceaan      |                                                             |
| Ierland                 |                                                             |
| Ierse Zee               |                                                             |
| Verenigd Koninkrijk     | Wales en Engeland                                           |
| Noordzee                | Tot ongeveer 15 kilometer ten zuidoosten van Bridlington    |